# Принц

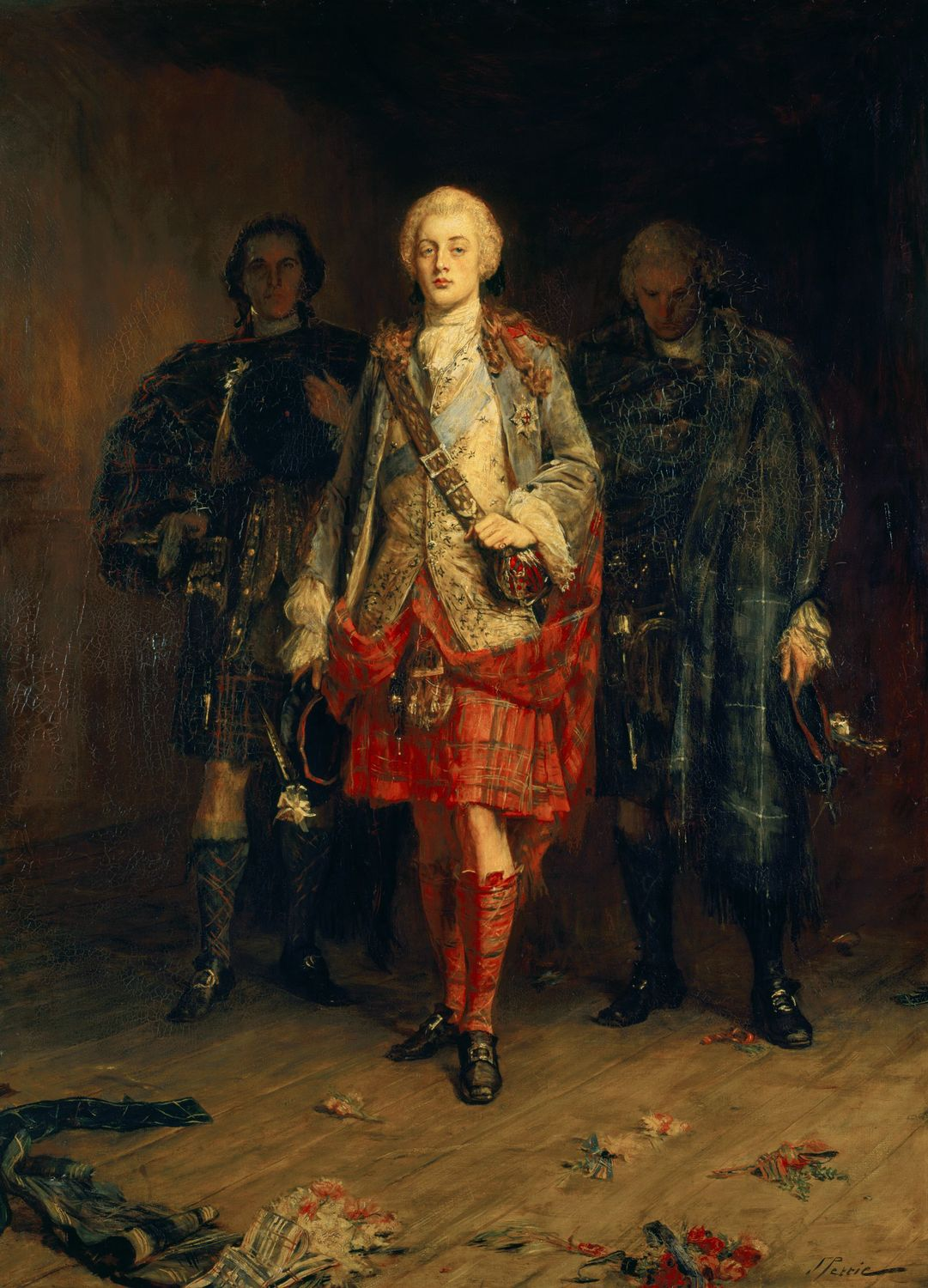
Принц Карл Эдуард Стюарт по прозвищу Красавчик принц Чарли (1720—1788), многолетний претендент на английский престол, организатор масштабного восстания в Шотландии. Художник — Джон Петти.

Принц (нем. Prinz, от лат. princeps  — дословно: «первый»):
1) В русском языке принц — в общем случае, сын короля или иного монарха соответствующего ранга, а также любой другой нецарствующий мужчина из королевской семьи или родственник царствующего монарха по мужской линии. В некоторых случаях могут использоваться другие или уточняющие термины: так, наследник французского престола (как правило, им был старший сын короля) назывался дофином, наследник английского престола именуется принцем Уэльским, а в Австро-Венгрии вместо титула принц использовался титул эрцгерцог. В некоторых странах наследники престола назывались кронпринцами; в Испании и Португалии, наоборот, только наследники престола именовались принцами, тогда как остальные дети короля назывались инфантами.
В России XVI—XVII века, до реформ Петра I, в сходном значении использовался титул царевич, при этом иностранных (европейских) принцев в ту же эпоху иногда именовали королевичами.
2) В некоторых европейских языках, помимо этого, слово «принц» является синонимом слова «князь». Поэтому, например, представители русских княжеских родов Голицыных или Трубецких, во Франции именуются: принц Трубецкой, принц Голицын. Для родственников русских императоров, имевших титул великих князей во Франции использовался термин гран-принц (дословный перевод титула «великий князь» на французский).
При этом, в рядах собственно франкоязычной аристократии было достаточно мало семей, носивших княжеский титул. Гораздо более употребителен был титул герцога, обычно не использовавшийся в России. Из-за этого, при переводе на русский язык иногда возникает путаница, часто имеющая устойчивый характер. Так представителей княжеского рода де Линь по-русски ошибочно именуют принцы де Линь; современных правителей государства Монако из рода Гримальди, имеющих титул (владетельных) князей, нередко также именуют принцами.
Принцами по-русски иногда также ошибочно именовали владетельных князей некоторых ранее существовавших на территории современной Бельгии и во франко-германском пограничье независимых княжеств, таких, как Шиме и Зальм (словом «принц» на французский язык, послуживший источником для некорректного русского заимстования, переводился их титул имперских князей).
Более закономерно использование в русскоязычных текстах титула «принц» для французских семей Конде, Конти и некоторых других, так как они представляли собой боковые ветви правившей во Франции династии.
Применительно к не-европейским культурам (в том числе, историческим) слово «принц» с осторожностью (то есть, с учётом местных особенностей, а также с учётом наличия или отсутствия отдельных специальных терминов) применяется по принципу, описанному в пункте 1.